# 파울 하르처

파울 하르처(Paul Harzer, 1857–1932)는 사냐크 효과 및 특수 상대성 이론과의 관계에 대해 알베르트 아인슈타인과 논쟁한 논문으로 가장 잘 알려진 독일의 수학자이자 천문학자이다. 그는 킬(Kiel) 대학의 천문학 교수이자 천문대 책임자였다. 프란츠 하레스의 실험에 관하여 출판한 그의 논문에 대한 응답으로 아인슈타인은 두 편의 기사를 출판하였다.